# شهرستان راک (مینه‌سوتا)
شهرستان راک، مینه‌سوتا (به انگلیسی: Rock County, Minnesota) شهرستانی در ایالات متحده آمریکا است که در مینه‌سوتا واقع شده‌است.